# Amaranthoideae
Amaranthoideae  é uma  subfamília botânica da família Amaranthaceae.

## Gêneros
| - Achyranthes - Achyropsis - Aerva - Amaranthus - Arthraerua - Calicorema - Celosia | - Centema - Centrostachys - Cyathula - Hermbstaedtia - Kyphocarpa - Leucosphaera - Marcelliopsis | - Nelsia - Nothosaerva - Pandiaka - Psilotrichum - Pupalia - Sericocoma - Sericorema |